# Џон Тавенер
Сер Џон Тавенер (енгл. John Tavener; Лондон, 28. јануар 1944 — Чајлд Окфорд, 12. новембар 2013) био је енглески композитор класичне музике.

## Биографија
Рођен је у Лондону, студирао на Хајгејт универзитету у Лондону, а касније је похађао Краљевску музичку академију, у класи сер Ленокса Беркелија (Sir Lennox Berkeley).
Његову поетску кантату Вео извела је лондонска Симфонијета, 1968. године. Касније је Вео снимљен за Епл рекордс (Apple Records), као и нека друга дела укључујући Келтски реквијем.
Окрећући се мистицизму, у својим почецима, бавио се и проучавањима шпанских мистика (св. Јована од Крста), често компонујући на њихове стихове. Тавенер је 1977. године прешао у православље и приступио Руској православној цркви. Утицај православља и раније се осећао у његовој музици, а од тада је доминатан. Осмотонски византијски канон, на пример, користио је у Реквијему за Ану Ахматову (Akhmatova Requiem, 1980)
Каснија важнија дела укључују: ораторијум Акатист Дана захвалности (1988), посвећен православном духовнику кoји је 1940. преминуо у совјетском гулагу; Покров поводом чијег извођења почиње сарадњу са челистом Стивеном Исерлисом (1989), Обећања (1992. снимљена и за Вирџин класик) и Песма за Атину (која је извођена на сахрани Дајане принцезе од Велса). После Дајанине смрти, 1977. године је компоновао Вечиту зору на поезију Вилијама Блејка, коју је посветио успомени на њу. Посланицу љубави, петнаестоминутну композиција на стихове средњовековних српских аутора, компоновао је 2001. године (по први пут користећи Антологију средњовековног српског песништва) и посветио је „српским мученицима“.
Монументално дело, Завеса Храма (The Veil of the Temple), компоновао је 2003. године. У извођењу учествују четири хора, неколико оркестара и бројни солисти, а извођење траје седам сати. Композиција је рађена по текстовима из антологије Средњовековна и ренесансна српска поезија, 1200-1700, Предрага Р. Драгића Кијука.
Док је Тавенерова рана музика била под утицајем касног Стравинског, често проналазећи свој звук у реквијемима, литургијском појању, нарацији и молитви, његова новија музика је знатно слободнија и користи читав регистар, док је само понекад дијатоничка.
За свој допринос музици 2000. године је проглашен витезом и од тада носи титулу Sir.
Тавенер је умро у 70. години, 12. новембра 2013, у свом дому у Чајлд Окфорду. Признање су му одали композитори Џон Ратер и Сер Питер Максвел Дејвис, виолончелиста Стивен Исерлис, Нил Портнов, председник америчке Академије за дискографску уметност и науку, Роџер Рајт, контролор BBC Radio 3 и директор Прома, и сопраниста Патриша Розарио. Омаж је такође добио и од Чарлса, принца од Велса. Тавенерова сахрана одржана је у Винчестерској катедрали 28. новембра 2013. Служба је била православна, а службу је водио архиепископ Григорије Тијатирски, представник Васељенског Патријарха и најстарији православни епископ тренутно у Великој Британији. Присуствовало је око 700 ожалошћених.